# 陳玉科

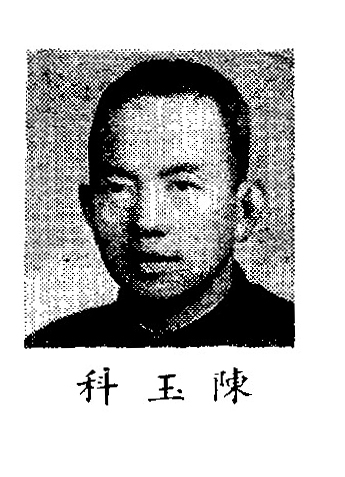

陳玉科（1902年—1980年）字振之，汉族，云南省屏边县人。中华民国政治人物。

## 生平
民国11年（1922年），陳玉科自昆明师范学校毕业后，任靖边行政区大窝子小学校长、劝学所长。
民国16年（1927年），因与地方官员有矛盾，自屏边赴昆明。
1928年6月，加入中国国民党，后来赴南京入中国国民党中央党务学校学习。毕业后，被选入中国国民党中央组织部调查科办事，经见习，被派赴上海、杭州、无锡等地“调查”工人运动，了解中国国民党内派系的活动。

后来，陳玉科回到云南，受到云南省主席龙云赏识，派赴英国剑桥大学、美国哈佛大学留学。
民国23年（1934年）归国，任云南省警官学校教官、中国国民党云南省党部学校党务指导员，并参加纂修《新纂云南通志》及《云南省志》，担任分纂员。
民国28年（1939年），任中国国民党云南省执行委员、监察委员。
1939年5月，入中国国民党中央第二期党政训练班学习。结业后，出任河口对汛督办兼河口警备司令部副司令。
1940年，日军占领越南，云南省政府为防止日军侵犯云南，指令陳玉科拆毁滇越铁路碧色寨至河口段的铁路，并炸毁沿线多处桥梁。

民国33年（1944年）11月，陳玉科任云南省第五区行政督察专员。
民国35年（1946年）后，任昆明市市长，云南大学政法系教授、《云南日报》社社长。 
1947年春，当选制宪国民大会代表。
1949年，陳玉科出走香港。

1980年，陳玉科在台北荣民总医院病逝。